# جام فراترنیداد ۱۹۸۴
جام فراترنیداد ۱۹۸۴ چهاردهمین دوره جام فراترنیداد بود، رقابت فوتبال برای باشگاه‌های آمریکای مرکزی که توسط اونکاف برگزار شد. این آخرین دوره مسابقات با نام جام فراترنیداد بود.

## تیم‌ها
| کشور       | تیم                   | نحوه حضور       |
| ---------- | --------------------- | --------------- |
| السالوادور | آگویلا                | قهرمان لیگ      |
| السالوادور | فاس                   | نایب قهرمان لیگ |
| السالوادور | اونس لوبوس            | رتبه سوم لیگ    |
| السالوادور | ایندپندینته           | رتبه چهارم لیگ  |
| گواتمالا   | سوئیچتپکز             | قهرمان لیگ      |
| گواتمالا   | کامیونیکیشنس          | نایب قهرمان لیگ |
| گواتمالا   | فینانزاس اینداستریالس | رتبه سوم لیگ    |
| گواتمالا   | آئورورا               | رتبه ششم لیگ    |

## گروه ۱
| رتبه | تیم          | بازی | برد | مساوی | باخت | گل زده | گل خورده | گل تفاضل | امتیاز | صعود یا سقوط        |
| ---- | ------------ | ---- | --- | ----- | ---- | ------ | -------- | -------- | ------ | ------------------- |
| ۱    | ایندپندینته  | ۲    | ۱   | ۱     | ۰    | ۵      | ۴        | ۱+       | ۳      | صعود به مرحله نهایی |
| ۲    | اونس لوبوس   | ۲    | ۰   | ۲     | ۰    | ۲      | ۲        | ۰        | ۲      |                     |
| ۳    | کامیونیکیشنس | ۲    | ۰   | ۱     | ۱    | ۴      | ۵        | ۱−       | ۱      |                     |

|  | اونس لوبوس | ۱–۱ | کامیونیکیشنس |  |

|  | اونس لوبوس | ۱–۱ | ایندپندینته |  |

|  | کامیونیکیشنس | ۳–۴ | ایندپندینته |  |

## گروه ۲
| رتبه | تیم                   | بازی | برد | مساوی | باخت | گل زده | گل خورده | گل تفاضل | امتیاز | صعود یا سقوط        |
| ---- | --------------------- | ---- | --- | ----- | ---- | ------ | -------- | -------- | ------ | ------------------- |
| ۱    | سوئیچتپکز             | ۲    | ۱   | ۱     | ۰    | ۴      | ۲        | ۲+       | ۳      | صعود به مرحله نهایی |
| ۲    | فاس                   | ۲    | ۱   | ۱     | ۰    | ۴      | ۳        | ۱+       | ۳      |                     |
| ۳    | فینانزاس اینداستریالس | ۲    | ۰   | ۰     | ۲    | ۱      | ۴        | ۳−       | ۰      |                     |

|  | سوئیچتپکز | ۲–۰ | فینانزاس اینداستریالس |  |

|  | فاس | ۲–۰ | فینانزاس اینداستریالس |  |

|  | سوئیچتپکز | ۲–۲ | فاس |  |

## گروه ۳
| رتبه | تیم     | بازی | برد | مساوی | باخت | گل زده | گل خورده | گل تفاضل | امتیاز | صعود یا سقوط        |
| ---- | ------- | ---- | --- | ----- | ---- | ------ | -------- | -------- | ------ | ------------------- |
| ۱    | آئورورا | ۲    | ۲   | ۰     | ۰    | ۳      | ۰        | ۳+       | ۴      | صعود به مرحله نهایی |
| ۲    | آگویلا  | ۲    | ۰   | ۰     | ۲    | ۰      | ۳        | ۳−       | ۰      |                     |

|  | آگویلا | ۰–۱ | آئورورا |  |

|  | آئورورا | ۲–۰ | آگویلا |  |

## مرحله نهایی
قرار بود بین تیم‌های ایندپندینته، سوئیچتپکز و آئورورا برگزار شود. مسابقات نیمه‌تمام ماند و هرگز انجام نشد.